# Henneveux
Henneveux est une commune française située dans le département du Pas-de-Calais en région Hauts-de-France. Ses habitants sont appelés les Henneveusiens
La commune fait partie de la communauté de communes de Desvres - Samer qui regroupe 31 communes et compte 23 221 habitants en 2021.
Le territoire de la commune est situé dans le parc naturel régional des Caps et Marais d'Opale.

## Géographie

### Localisation
Localisée dans le nord-ouest du département du Pas-de-Calais, dans les collines du Boulonnais, Henneveux est une commune située, à vol d'oiseau, à 6 km au nord de la commune de Desvres et à 16 km à l'est de la commune de Boulogne-sur-Mer (chef-lieu d'arrondissement).
Le territoire de la commune est limitrophe de ceux de six communes.
Les communes limitrophes sont Nabringhen, Bournonville, Longueville, Alincthun, Brunembert et Colembert.

### Géologie et relief
La superficie de la commune est de 5,49 km2 ; son altitude varie de 49  à   126 m.

### Hydrographie

#### Réseau hydrographique
La commune est située dans le bassin Artois-Picardie. Elle est drainée par le ruisseau de Lamy, la Belbé, l'Henneveux, la rivière d'Henneveux, le ruisseau du Plouy et le ruisseau le grand corroy,,.

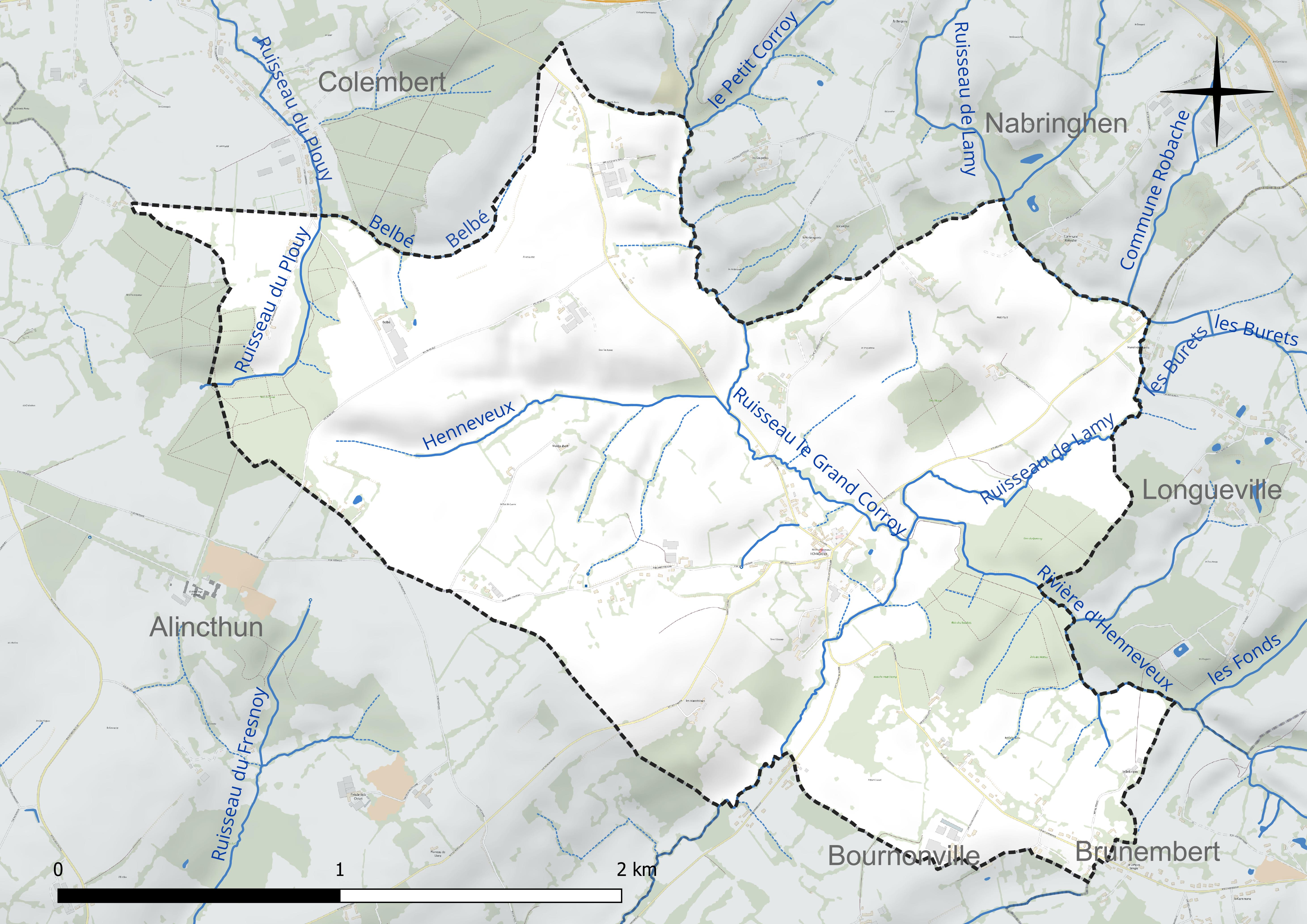
Réseau hydrographique d'Henneveux.

#### Gestion et qualité des eaux
Le territoire communal est couvert par le schéma d'aménagement et de gestion des eaux (SAGE) « Bassin côtier du Boulonnais ». Ce document de planification concerne le Bassin côtier du Boulonnais, drainé par trois rivières côtières que sont la Liane, le Wimereux et la Slack. Ce territoire s'étend sur 700 km2. Le périmètre a été arrêté le 19 février 1998 et le SAGE proprement dit a été approuvé le 4 février 2004, puis révisé le 9 janvier 2013. La structure porteuse de l'élaboration et de la mise en œuvre est le syndicat mixte du Parc Naturel Régional des Caps et Marais d'Opale.
La qualité des cours d'eau peut être consultée sur un site spécial géré par les agences de l'eau et l'Agence française pour la biodiversité.

### Climat
Pour des articles plus généraux, voir Climat des Hauts-de-France et Climat du Pas-de-Calais.
En 2010, le climat de la commune est de type climat océanique franc, selon une étude du CNRS s'appuyant sur une série de données couvrant la période 1971-2000. En 2020, Météo-France publie une typologie des climats de la France métropolitaine dans laquelle la commune est exposée à un climat océanique et est dans la région climatique Côtes de la Manche orientale, caractérisée par un faible ensoleillement (1 550 h/an) ; forte humidité de l'air (plus de 20 h/jour avec humidité relative > 80 % en hiver), vents forts fréquents.
Pour la période 1971-2000, la température annuelle moyenne est de 10,3 °C, avec une amplitude thermique annuelle de 12,7 °C. Le cumul annuel moyen de précipitations est de 928 mm, avec 13 jours de précipitations en janvier et 8,3 jours en juillet. Pour la période 1991-2020, la température moyenne annuelle observée sur la station météorologique la plus proche, située sur la commune de Licques à 9 km à vol d'oiseau, est de 10,5 °C et le cumul annuel moyen de précipitations est de 1 138,1 mm,. Pour l'avenir, les paramètres climatiques de la commune estimés pour 2050 selon différents scénarios d'émission de gaz à effet de serre sont consultables sur un site spécial publié par Météo-France en novembre 2022.

### Paysages
Pour un article plus général, voir Paysage en France.
La commune s'inscrit dans le « paysage boulonnais » tel que défini dans l'atlas des paysages de la région Nord-Pas-de-Calais, conçu par la direction régionale de l'Environnement, de l'Aménagement et du Logement (DREAL),.
Ce paysage qui concerne 66 communes, se délimite : au Nord, par les paysages des coteaux calaisiens et du Pays de Licques, à l'Est, par le paysage du Haut pays d'Artois, et au Sud, par les paysages Montreuillois.
Le « paysage boulonnais », constitué d'une boutonnière bordée d'une cuesta définissant un pays d'enclosure, est essentiellement un paysage bocager composé de 47 % de son sol en herbe ou en forêt et de 31 % en herbage, avec, dans le sud et l'est, trois grandes forêts, celle de Boulogne, d'Hardelot et de Desvres et, au nord, le bassin de carrière avec l'extraction de la pierre de Marquise depuis le Moyen Âge et de la pierre marbrière dont l'extraction s'est développée au XIXe siècle.
La boutonnière est formée de trois ensembles écopaysagers : le plateau calcaire d'Artois qui forme le haut Boulonnais, la boutonnière qui forme la cuvette du bas Boulonnais et la cuesta formée d'escarpements calcaires.
Dans ce paysage, on distingue trois entités : 
- les vastes champs ouverts du Haut Boulonnais ;
- le bocage humide dans le Bas Boulonnais ;
- la couronne de la cuesta avec son dénivelé important et son caractère boisé[17].

### Milieux naturels et biodiversité

#### Espace protégé et géré
La protection réglementaire est le mode d'intervention le plus fort pour préserver des espaces naturels remarquables et leur biodiversité associée.
Dans ce cadre, le territoire de la commune fait partie d'un espace protégé : le parc naturel régional des Caps et Marais d'Opale, d'une superficie de 132 499 ha réparties sur 154 communes, géré par le syndicat mixte d'aménagement et de gestion du parc naturel régional des Caps et Marais d'Opale.

#### Zones naturelles d'intérêt écologique, faunistique et floristique
L'inventaire des zones naturelles d'intérêt écologique, faunistique et floristique (ZNIEFF) a pour objectif de réaliser une couverture des zones les plus intéressantes sur le plan écologique, essentiellement dans la perspective d'améliorer la connaissance du patrimoine naturel national et de fournir aux différents décideurs un outil d'aide à la prise en compte de l'environnement dans l'aménagement du territoire.
Le territoire communal comprend une ZNIEFF de type 1 : le bocage d'Henneveux. Il présente un paysage bocager typique du Bas-Boulonnais, vallonné et avec un réseau de petits ruisseaux prenant naissance dans les zones de résurgences généré par la superposition étroite des couches géologiques, depuis l'Oxfordien jusqu'à l'Albien, en passant par le Wealdien.
et une ZNIEFF de type 2 :
le complexe bocager du Bas-Boulonnais et de la Liane. Le complexe bocager du bas-Boulonnais et de la Liane s'étend entre Saint-Martin-Boulogne et Saint-Léonard à l'ouest et Quesques et Lottinghen à l'est. Il correspond à la cuvette herbagère du bas-Boulonnais.

Carte des ZNIEFF de type 1 et 2 sur la commune
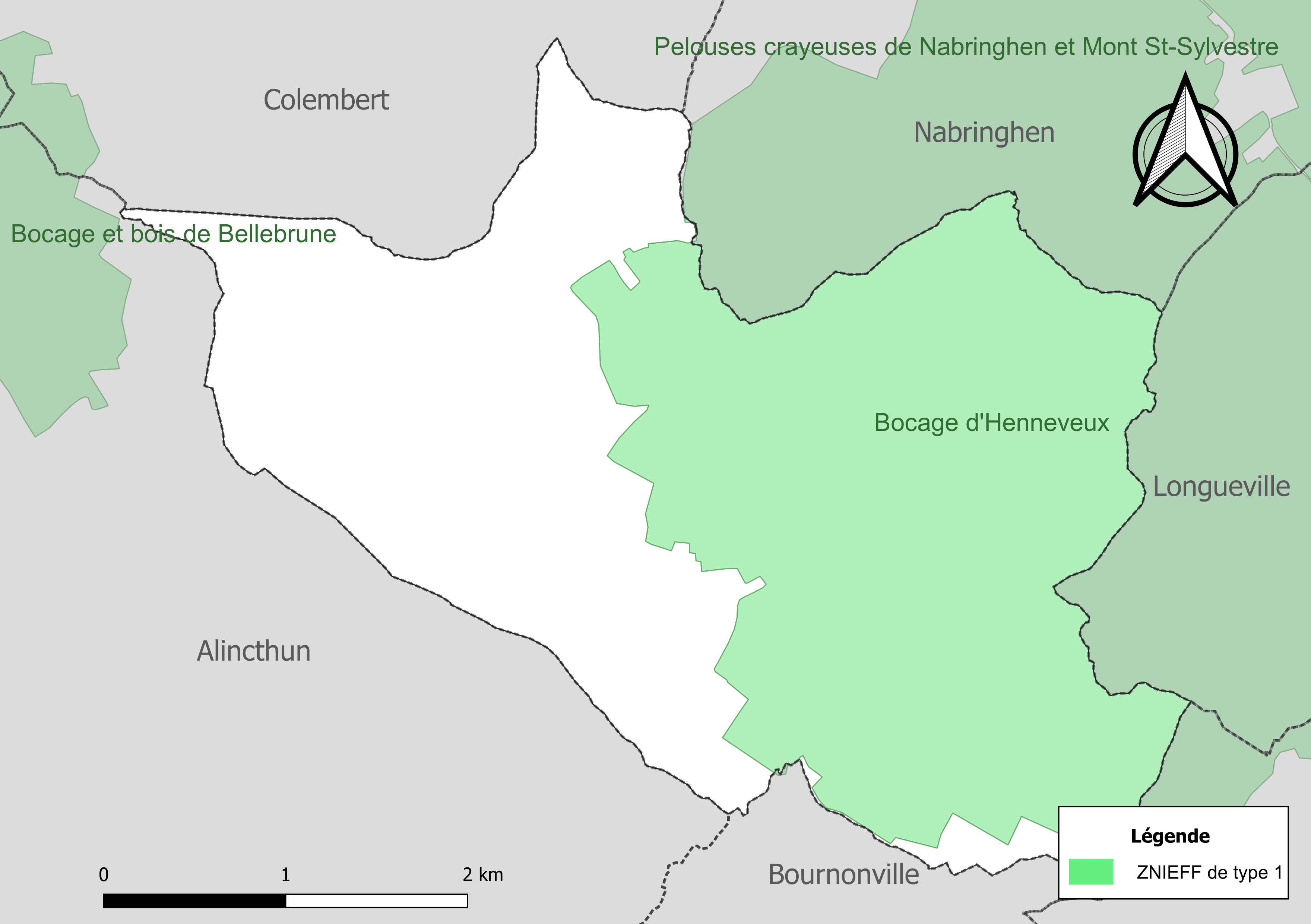
Carte de la ZNIEFF de type 1 sur la commune.
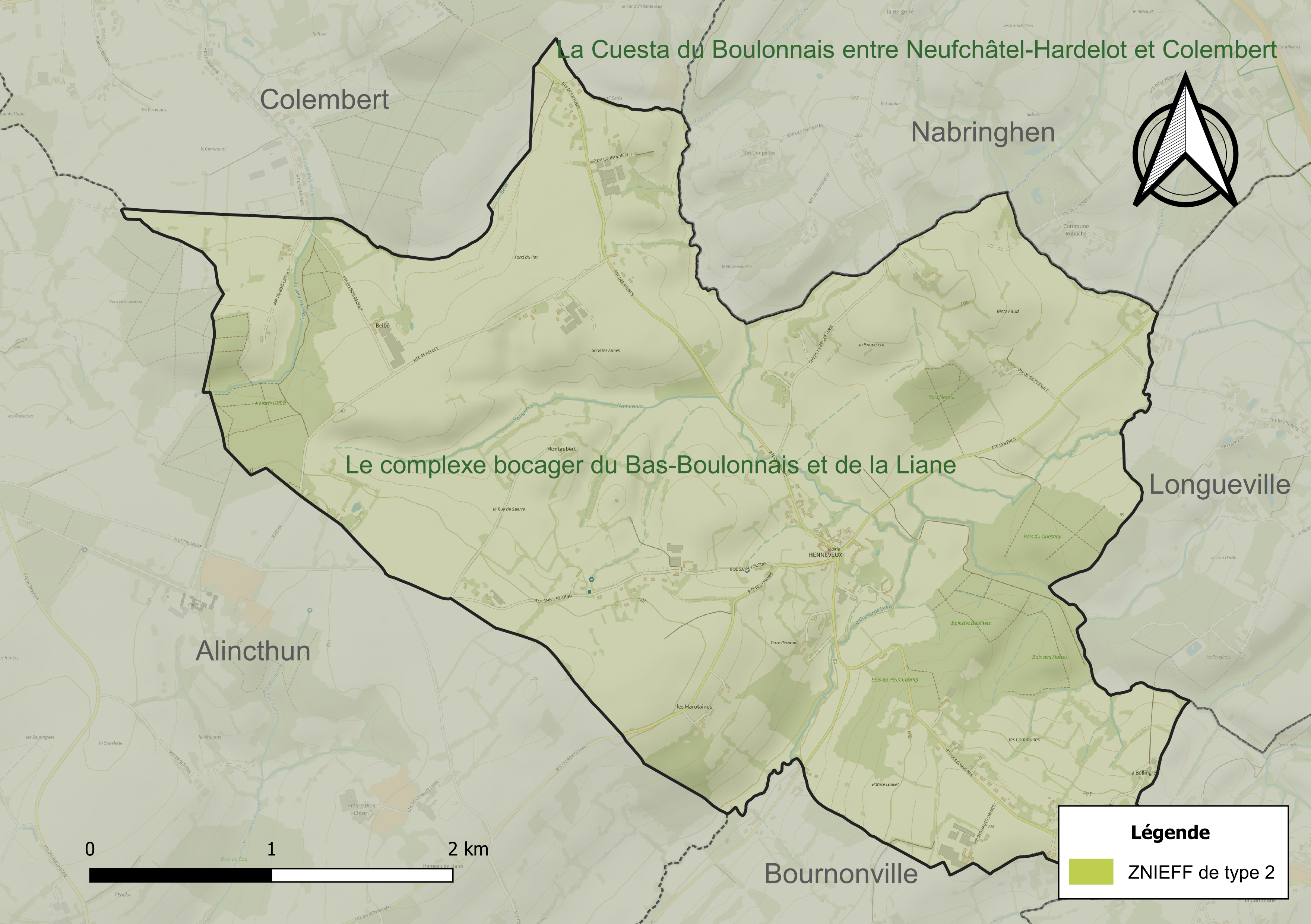
Carte de la ZNIEFF de type 2 sur la commune.

#### Espèces faunistiques et floristiques
Le site de l'Inventaire national du patrimoine naturel (INPN) recense plusieurs espèces faunistiques et floristiques sur le territoire de la commune dont certaines sont protégées et d'autres menacées et quasi-menacées.

## Urbanisme

### Typologie
Au 1er janvier 2024, Henneveux est catégorisée commune rurale à habitat dispersé, selon la nouvelle grille communale de densité à sept niveaux définie par l'Insee en 2022.
Elle est située hors unité urbaine. Par ailleurs la commune fait partie de l'aire d'attraction de Boulogne-sur-Mer, dont elle est une commune de la couronne,. Cette aire, qui regroupe 80 communes, est catégorisée dans les aires de 50 000 à moins de 200 000 habitants,.

### Occupation des sols
L'occupation des sols de la commune, telle qu'elle ressort de la base de données européenne d'occupation biophysique des sols Corine Land Cover (CLC), est marquée par l'importance des territoires agricoles (90,6 % en 2018), une proportion identique à celle de 1990 (90,6 %). La répartition détaillée en 2018 est la suivante : 
zones agricoles hétérogènes (37,1 %), terres arables (29,2 %), prairies (24,4 %), forêts (9,4 %). L'évolution de l'occupation des sols de la commune et de ses infrastructures peut être observée sur les différentes représentations cartographiques du territoire : la carte de Cassini (XVIIIe siècle), la carte d'état-major (1820-1866) et les cartes ou photos aériennes de l'IGN pour la période actuelle (1950 à aujourd'hui).

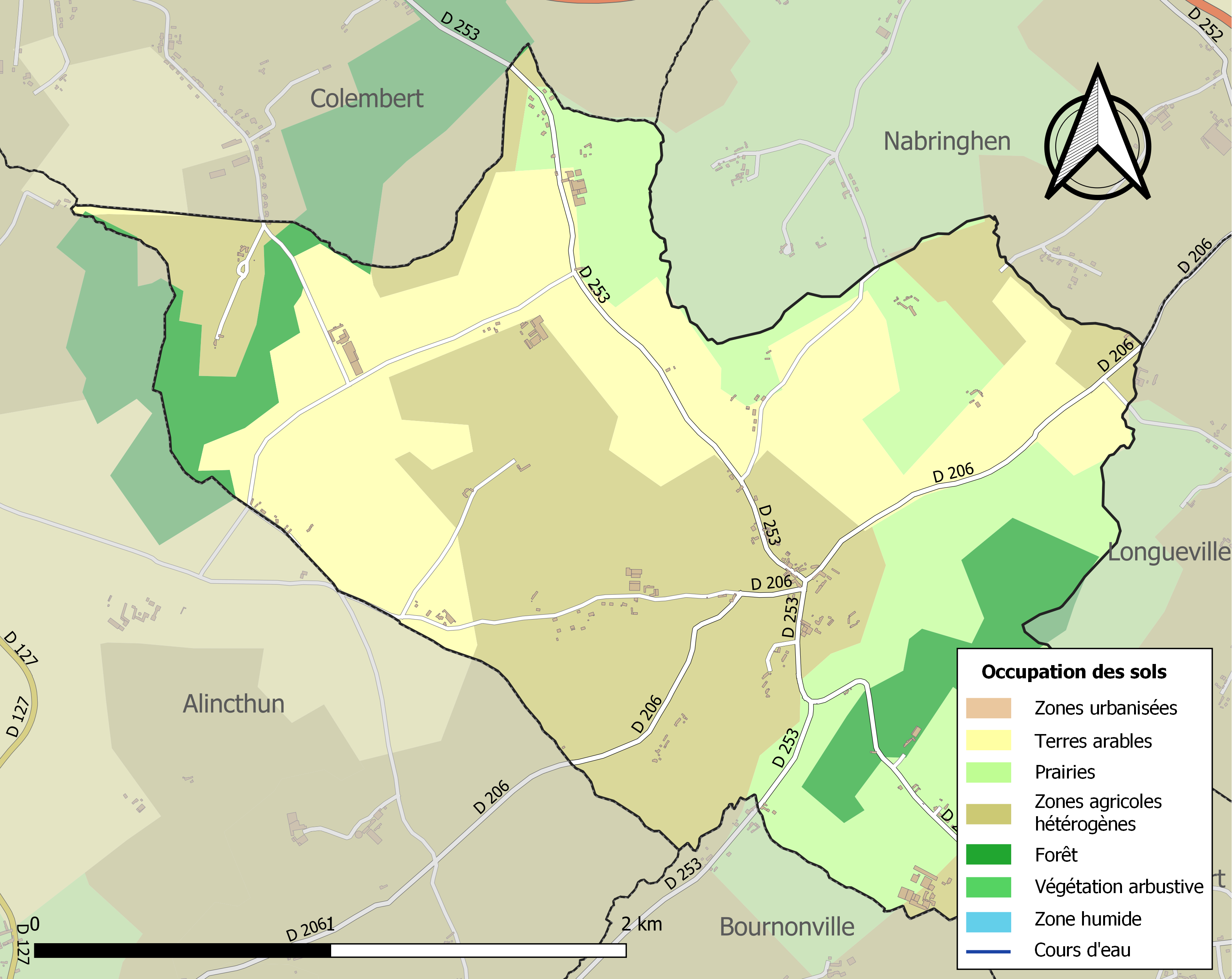
Carte des infrastructures et de l'occupation des sols de la commune en 2018 (CLC).

## Toponymie
Le nom de la localité est attesté sous les formes Hanevuth (1171), Haneveu (1173), Hanewet (1179), Hanewut (1184), Hanevo (1203), Hanewe (1221), Hanevot (1224), Hennepveu (1479), Hanepveu (1480), Haneveu (1550), Hennepveu (1553), Honneveu (1559), Henneveux (1581).
L'origine du nom Henneveux n'est pas connue mais elle pourrait provenir des Saxons qui ont occupé le Boulonnais aux Ve et VIe siècles. Les premières traces écrites proviennent des chartes de Thérouanne.
Hanewut en 1184, de *hane-wud « bois du coq ». En saxon, wudu signifie « le bois », Hannowudu pourrait signifier « le bois de Hanno ». Cette hypothèse est partagée par Ernest Nègre, qui avance lui aussi l'anthroponyme germanique Hanno suivi de widu, wudu, « bois marécageux ».
Le hameau de Belbé s'appelait à l'origine Belbecq (du flamand beke, « ruisseau ou cours d'eau ») et du préfixe Bel.

## Histoire
Le village existait au temps des Celtes, les Morins (« les maritimes ») occupaient la région et avaient pour capitale Thérouanne (Tarvenna).
À l'époque romaine, une villa se dressait sur le plateau le plus élevé de la commune. Les fondations retrouvées vers 1850 ont révélé une construction qui formait un carré de 40 à 50 mètres de côté.
Il n'existe aucune trace de l'occupation saxonne dans la région au début du Moyen Âge.
Au Moyen Âge, on note le passage de saint Folquin, évêque de Thérouanne, qui, de passage dans le village, aurait fait jaillir une source pour se désaltérer. Cette source porte d'ailleurs aujourd'hui son nom. Il devint le saint patron de la paroisse.
Dans l'église actuelle, qui n'a pas plus de deux siècles, on peut encore voir de très beaux fonts baptismaux du début du XIIIe siècle. Cela ne prouve pas la présence d'église édifiée à cette époque car les évangélisateurs devaient avant tout baptiser et l'on installait tout simplement des fonts baptismaux.

## Politique et administration

### Découpage territorial
La commune se trouve dans l'arrondissement de Boulogne-sur-Mer du département du Pas-de-Calais.

#### Commune et intercommunalités
La commune est membre de la communauté de communes de Desvres - Samer.

#### Circonscriptions administratives
La commune est rattachée au canton de Desvres.

#### Circonscriptions électorales
Pour l'élection des députés, la commune fait partie de la sixième circonscription du Pas-de-Calais.

### Élections municipales et communautaires

#### Liste des maires
| Période                                  | Période                    | Identité             | Étiquette | Qualité                                                 |
| ---------------------------------------- | -------------------------- | -------------------- | --------- | ------------------------------------------------------- |
| Les données manquantes sont à compléter. |                            |                      |           |                                                         |
| mai 1991                                 | mai 1993                   | Jules Bouly          |           |                                                         |
| mai 1993                                 | 2000                       | Jean claude Lecoutre | DVD       | Agriculteur Démissionnaire                              |
| 2000                                     | mai 2017                   | Daniel Mantel,       |           | Éleveur Chevalier du mérite agricole Décédé en fonction |
| juillet 2017                             | En cours (au 23 mars 2022) | Jean-Claude Rétaux   |           | Artisan menuisier Réélu pour le mandat 2020-2026,       |

## Population et société

### Démographie
Les habitants de la commune sont appelés les Henneveusiens.

#### Évolution démographique
L'évolution du nombre d'habitants est connue à travers les recensements de la population effectués dans la commune depuis 1793. Pour les communes de moins de 10 000 habitants, une enquête de recensement portant sur toute la population est réalisée tous les cinq ans, les populations de référence des années intermédiaires étant quant à elles estimées par interpolation ou extrapolation. Pour la commune, le premier recensement exhaustif entrant dans le cadre du nouveau dispositif a été réalisé en 2005.

En 2022, la commune comptait 274 habitants, en évolution de −8,97 % par rapport à 2016 (Pas-de-Calais : −0,72 %, France hors Mayotte : +2,11 %).
| 1793 | 1800 | 1806 | 1821 | 1831 | 1836 | 1841 | 1846 | 1851 |
| ---- | ---- | ---- | ---- | ---- | ---- | ---- | ---- | ---- |
| 271  | 204  | 240  | 271  | 264  | 290  | 256  | 284  | 282  |

| 1856 | 1861 | 1866 | 1872 | 1876 | 1881 | 1886 | 1891 | 1896 |
| ---- | ---- | ---- | ---- | ---- | ---- | ---- | ---- | ---- |
| 261  | 266  | 300  | 279  | 266  | 268  | 273  | 259  | 295  |

| 1901 | 1906 | 1911 | 1921 | 1926 | 1931 | 1936 | 1946 | 1954 |
| ---- | ---- | ---- | ---- | ---- | ---- | ---- | ---- | ---- |
| 288  | 290  | 270  | 241  | 235  | 241  | 247  | 242  | 240  |

| 1962 | 1968 | 1975 | 1982 | 1990 | 1999 | 2005 | 2006 | 2010 |
| ---- | ---- | ---- | ---- | ---- | ---- | ---- | ---- | ---- |
| 242  | 251  | 246  | 241  | 232  | 252  | 302  | 304  | 306  |

| 2015 | 2020 | 2022 | - | - | - | - | - | - |
| ---- | ---- | ---- | - | - | - | - | - | - |
| 298  | 280  | 274  | - | - | - | - | - | - |

#### Pyramide des âges
En 2018, le taux de personnes d'un âge inférieur à 30 ans s'élève à 35,0 %, soit en dessous de la moyenne départementale (36,7 %). À l'inverse, le taux de personnes d'âge supérieur à 60 ans est de 25,8 % la même année, alors qu'il est de 24,9 % au niveau départemental.
En 2018, la commune comptait 155 hommes pour 138 femmes, soit un taux de 52,90 % d'hommes, largement supérieur au taux départemental (48,50 %).
Les pyramides des âges de la commune et du département s'établissent comme suit.
| Hommes | Classe d’âge | Femmes |
| ------ | ------------ | ------ |
| 0,7    | 90 ou +      | 1,5    |
| 5,4    | 75-89 ans    | 8,3    |
| 16,2   | 60-74 ans    | 19,7   |
| 23,6   | 45-59 ans    | 22,0   |
| 14,9   | 30-44 ans    | 18,2   |
| 19,6   | 15-29 ans    | 16,7   |
| 19,6   | 0-14 ans     | 13,6   |

| Hommes | Classe d’âge | Femmes |
| ------ | ------------ | ------ |
| 0,5    | 90 ou +      | 1,6    |
| 5,6    | 75-89 ans    | 8,9    |
| 16,7   | 60-74 ans    | 18,1   |
| 20,2   | 45-59 ans    | 19,2   |
| 18,9   | 30-44 ans    | 18,1   |
| 18,2   | 15-29 ans    | 16,2   |
| 19,9   | 0-14 ans     | 17,9   |

## Économie

### Entreprises et commerces

#### Agriculture
La commune est dans le « Boulonnais », une petite région agricole dans le département du Pas-de-Calais. En 2020, l'orientation technico-économique de l'agriculture  sur la commune est l'élevage bovin, orientation mixte lait et viande. 
|               | 1988 | 2000 | 2010 | 2020 |
| ------------- | ---- | ---- | ---- | ---- |
| Exploitations | 24   | 10   | 7    | 7    |
| SAU (ha)      | 497  | 564  | 636  | 532  |

Le nombre d'exploitations agricoles en activité et ayant leur siège dans la commune est passé de 24 lors du recensement agricole de 1988  à 10 en 2000 puis à 7 en 2010 et enfin à 7 en 2020, soit une baisse de 71 %. La surface agricole utilisée sur la commune a quant à elle augmenté, passant de 497 ha en 1988 à 532 ha en 2020. Parallèlement la surface agricole utilisée moyenne par exploitation a augmenté, passant de 21 à 76 ha,.

## Culture locale et patrimoine

### Lieux et monuments
- L'église Saint-Folquin. Elle héberge plusieurs pièces classées dont des fonts baptismaux du XIIIe siècle[50] et un autel avec son tabernacle[51].

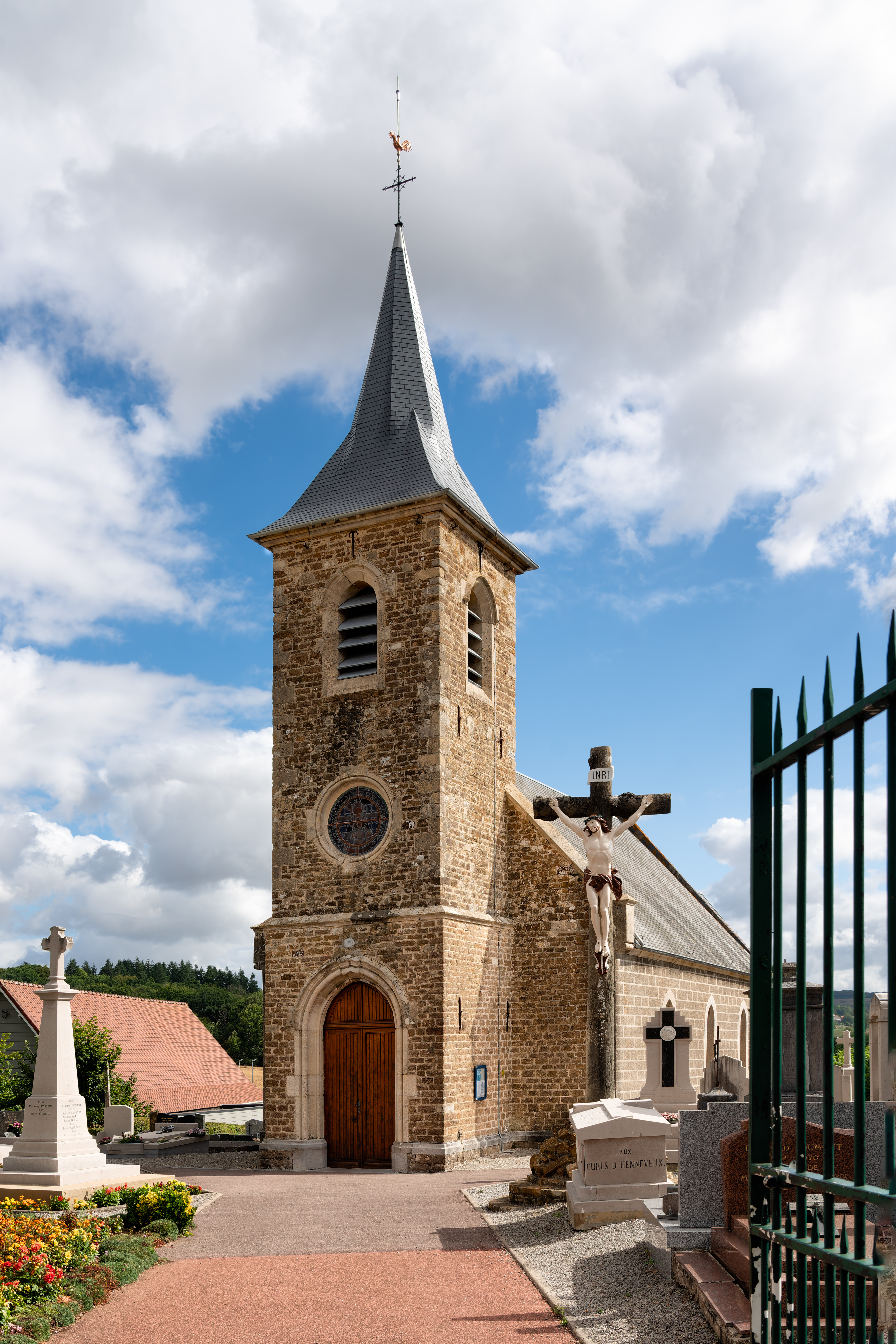
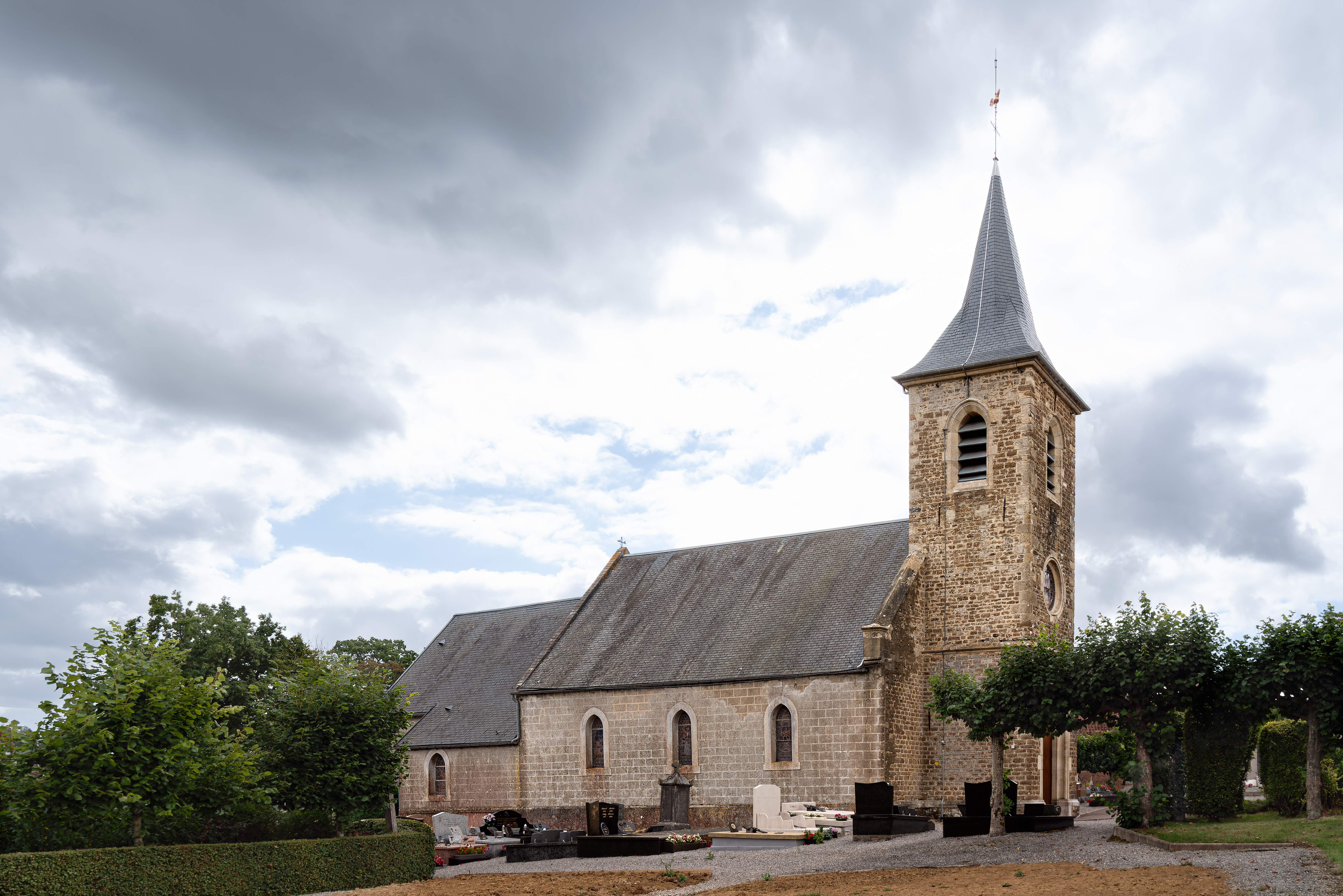
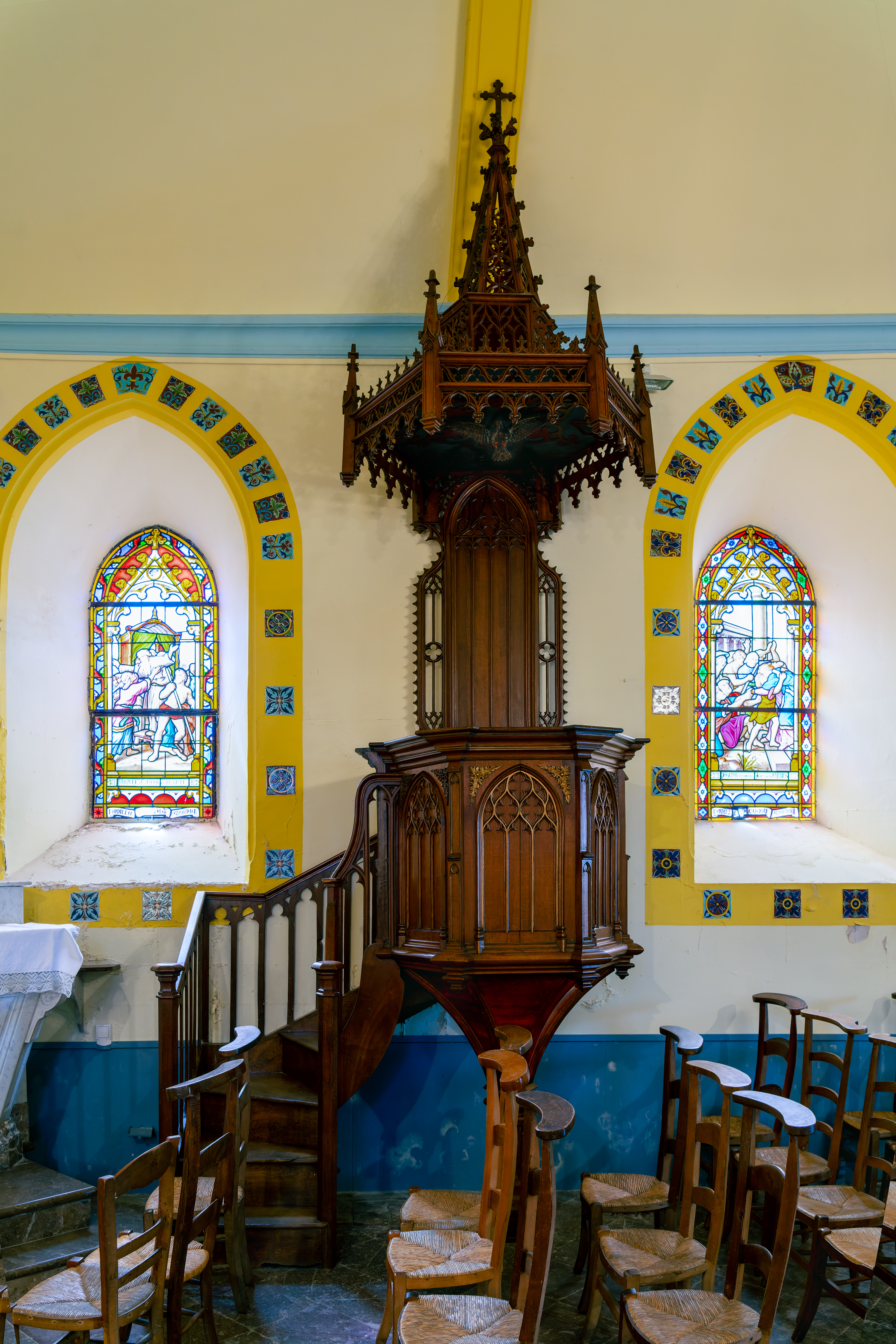
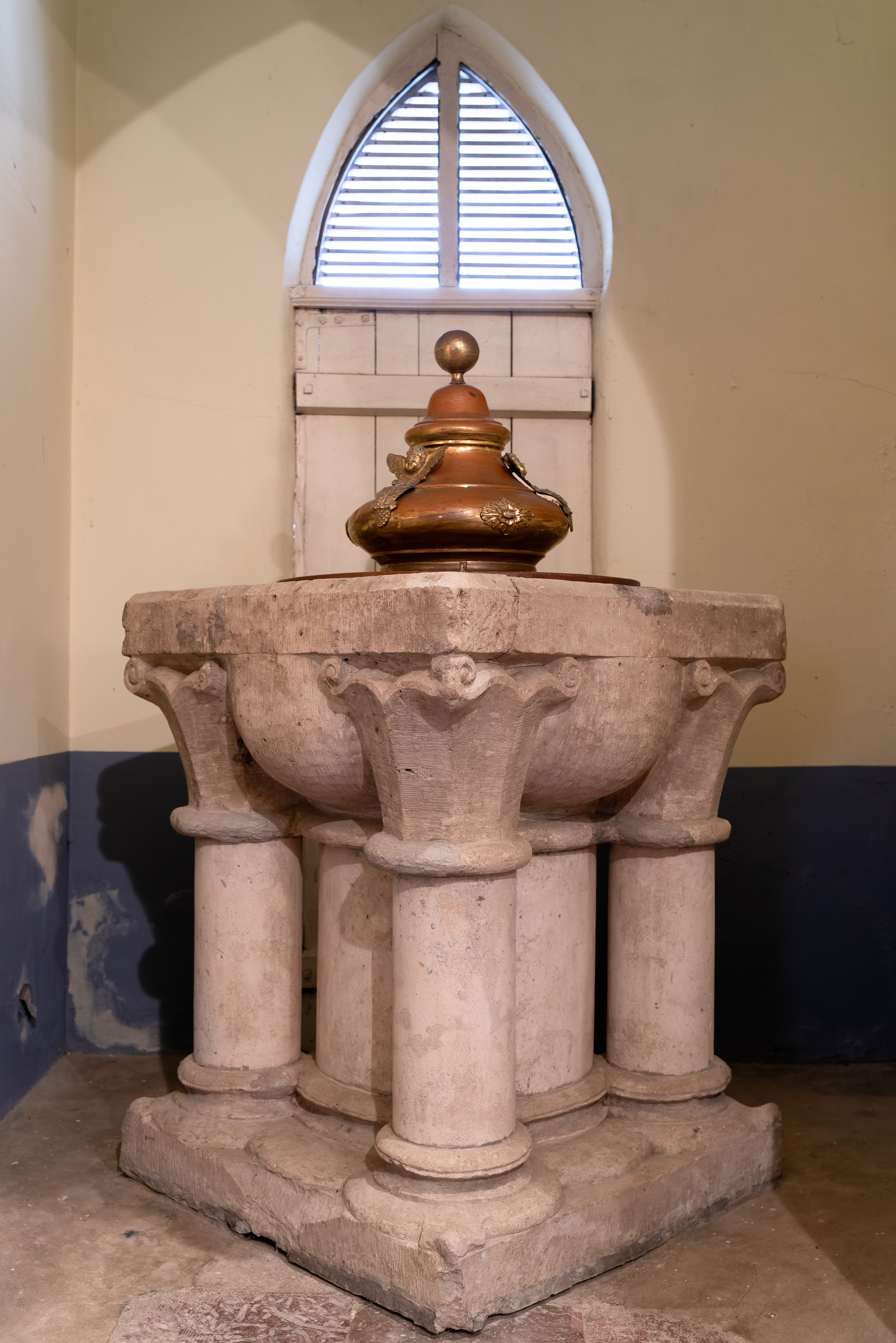
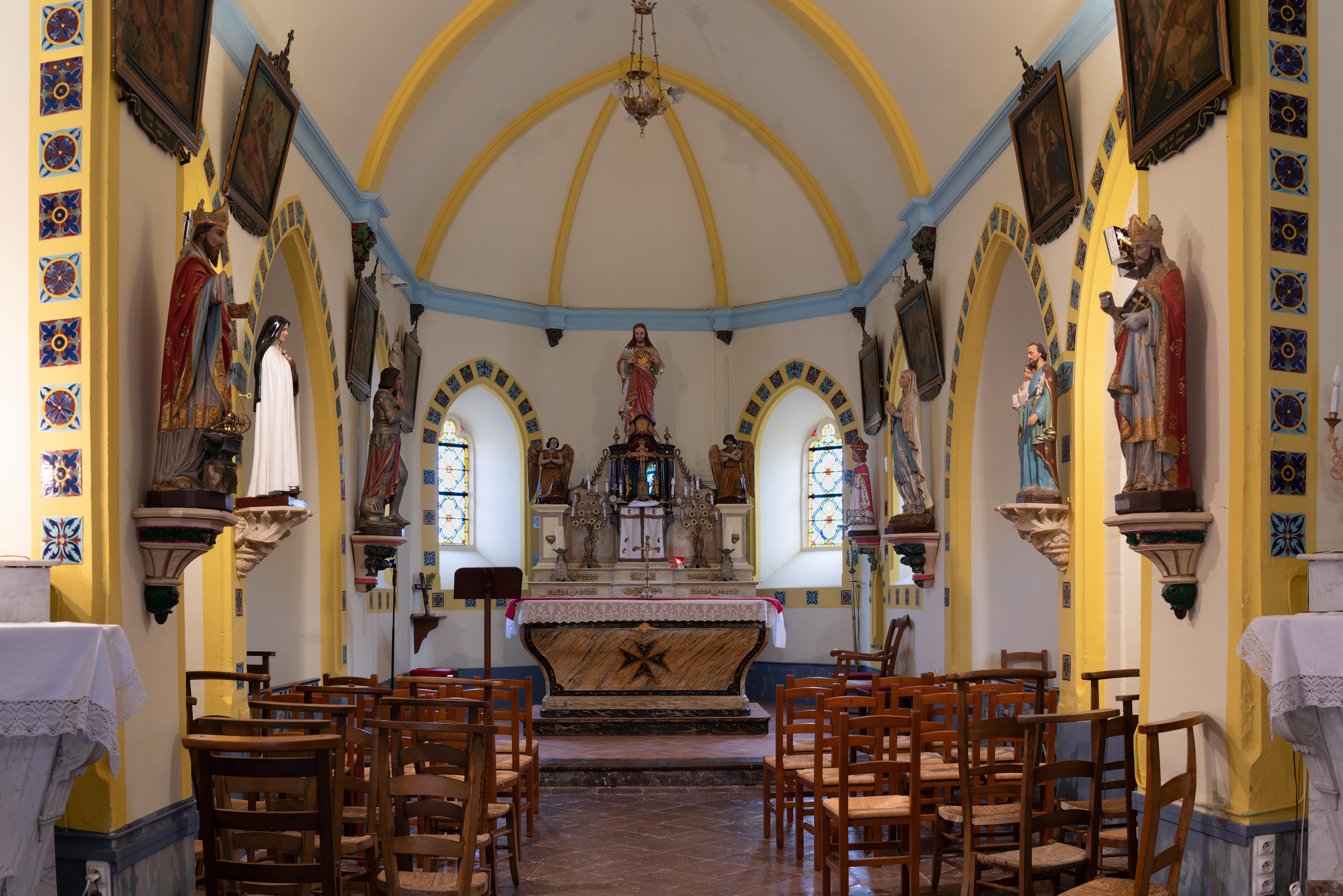
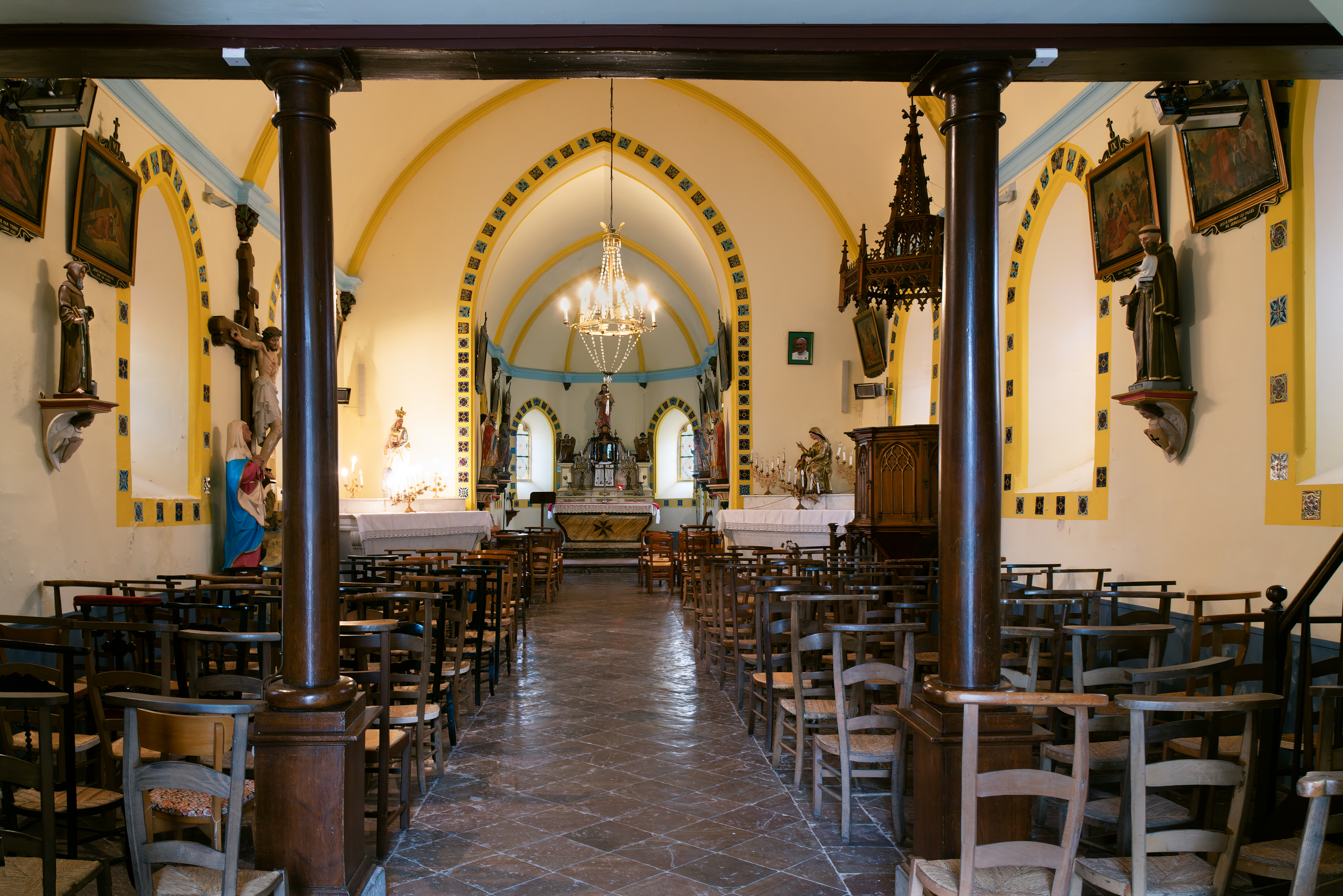

Les vitraux datés 1895 ont été réalisés dans l'Oise par les maîtres verriers Latteux-Bazin au Mesnil-Saint-Firmin. Ils sont librement inspirées du Livre de la Genèse et chacun d'eux indique à sa base le nom de la scène qu'il représente. Ces références à l'Ancien Testament sont assez rares dans la région, on peut notamment en trouver dans l'Église Saint-Quentin de Wirwignes

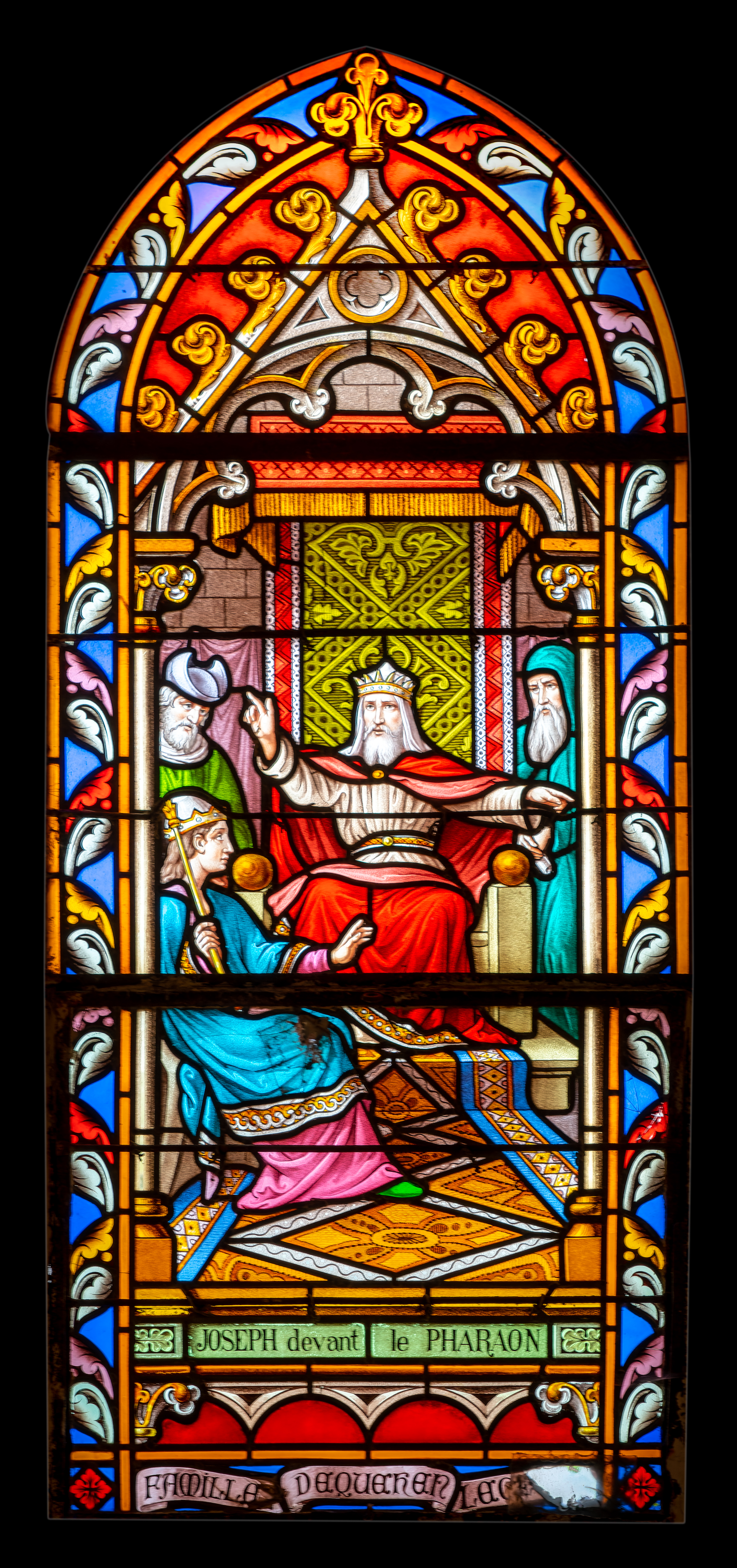
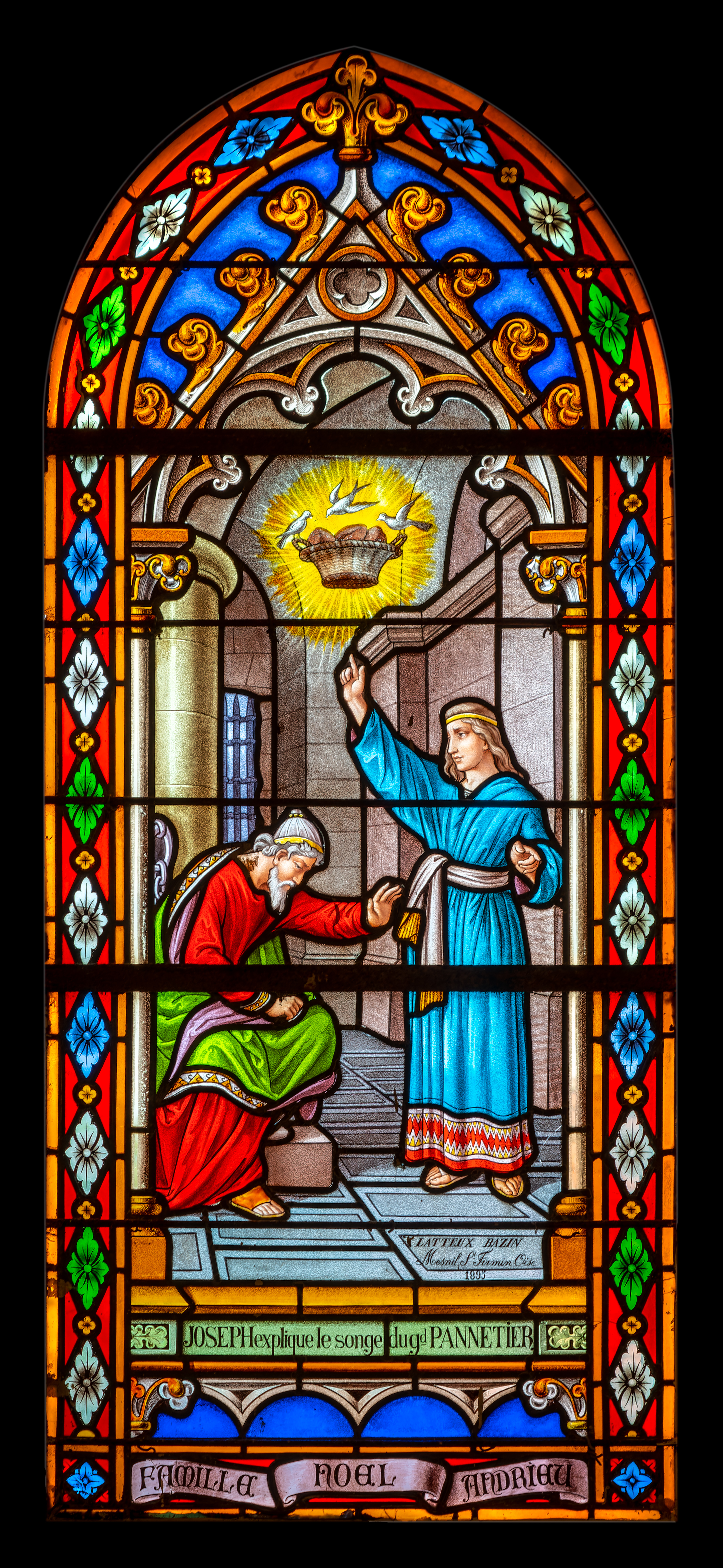
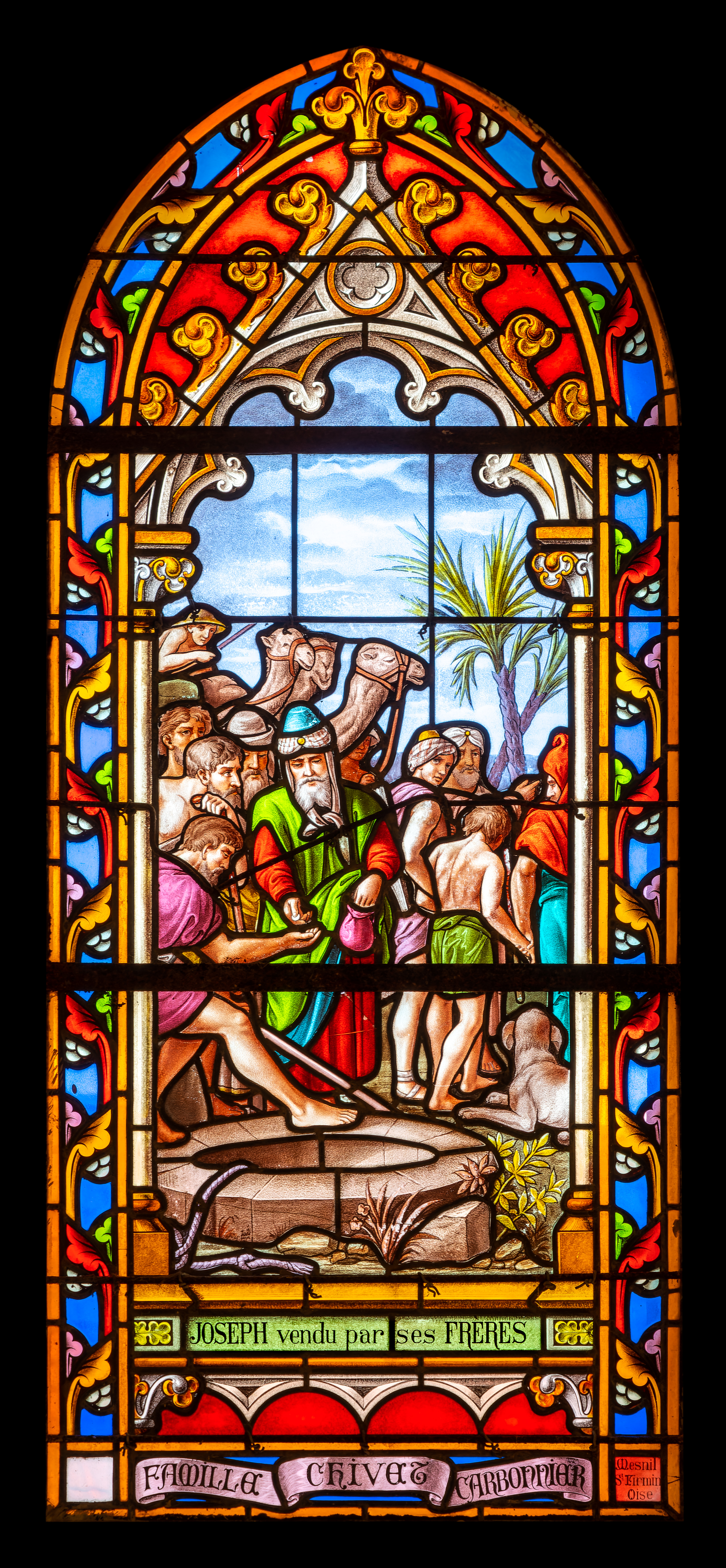
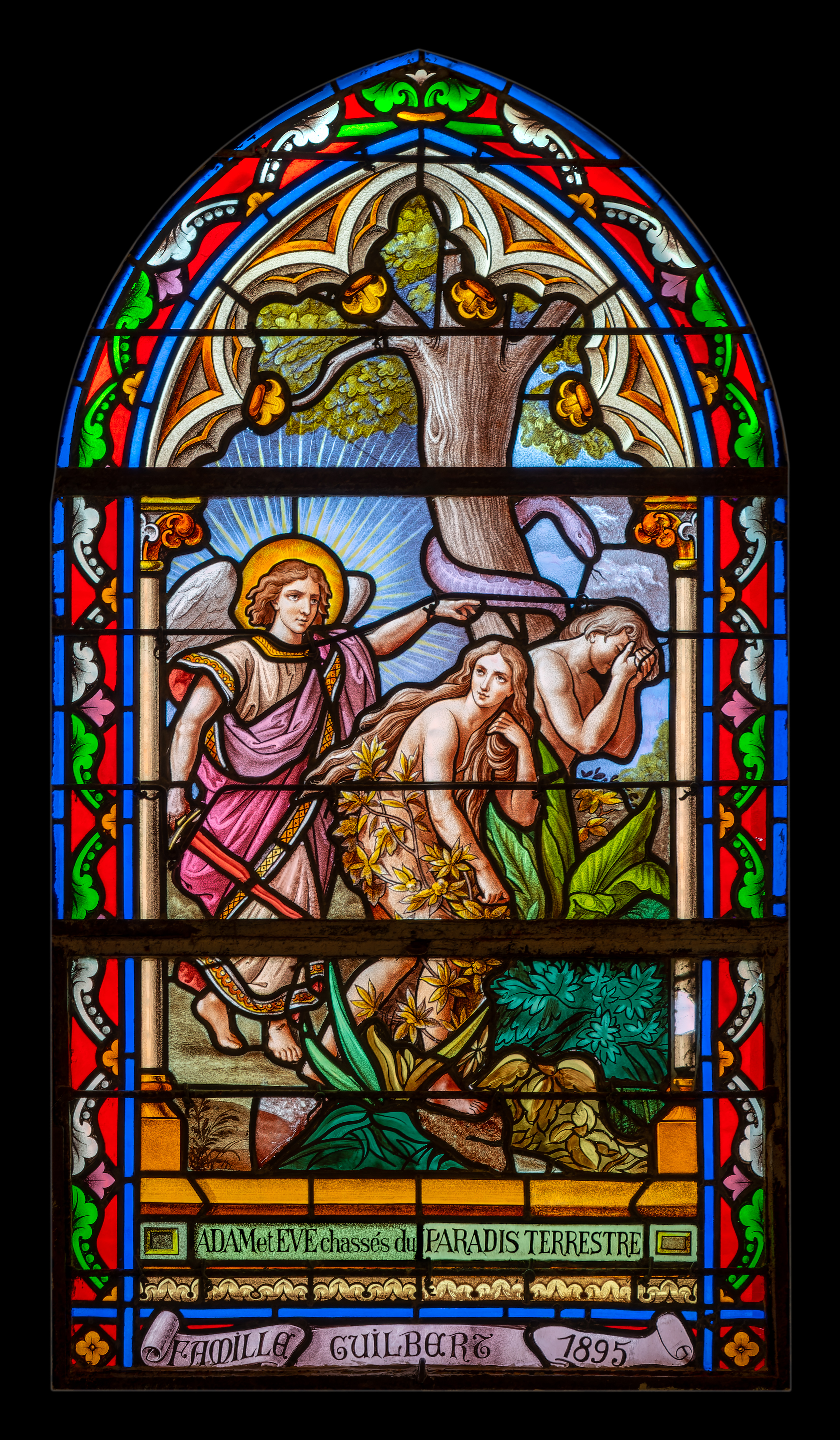
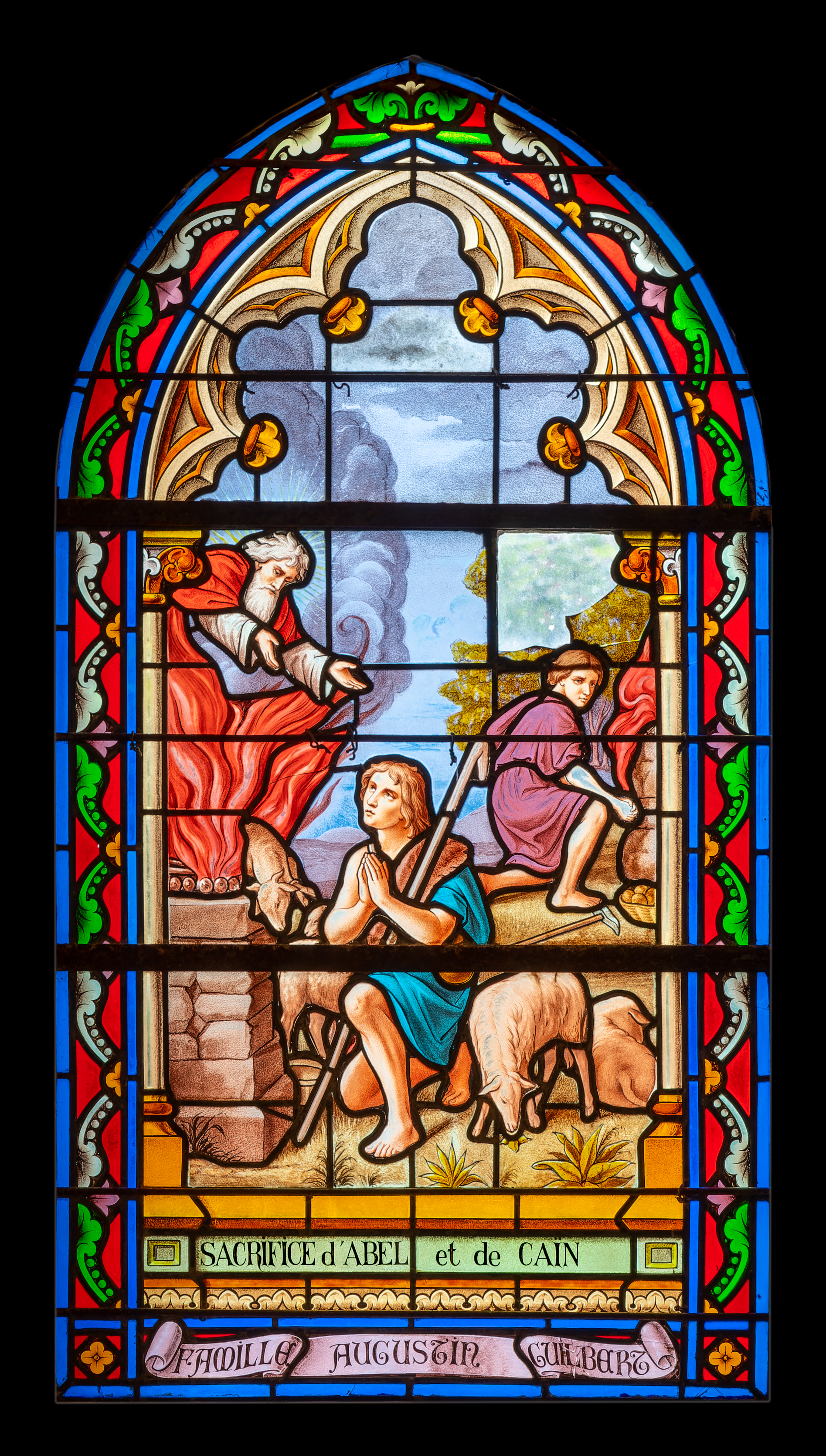

- Le monument aux morts, surmonté d'une croix latine[53].

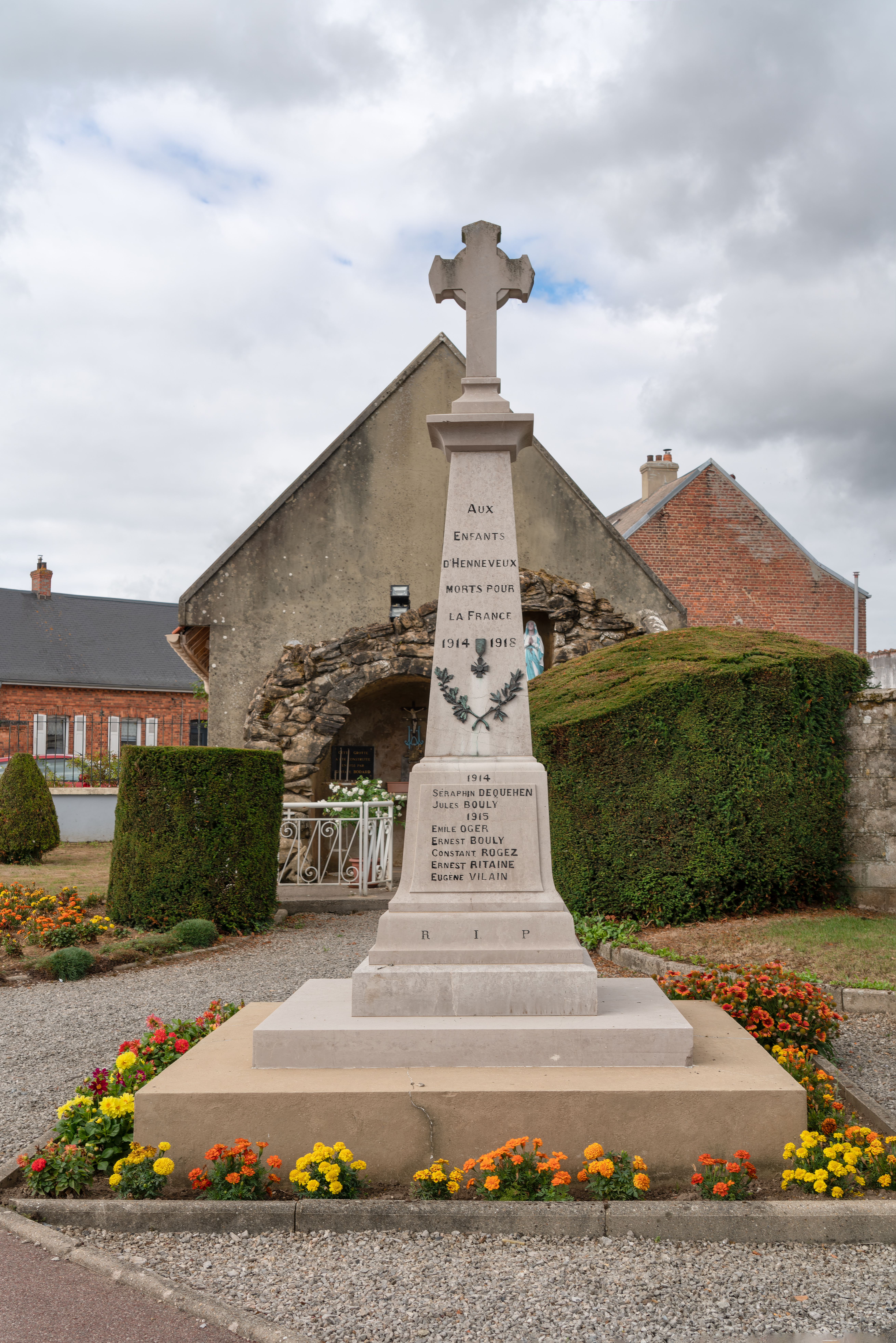

### Héraldique
| Blason de Henneveux | Blason  | De sable au lion d'argent, armé et couronné d'or, lampassé de gueules.                    |
| Blason de Henneveux | Détails | Armes de la famille de Haneveu, qui donna les premiers seigneurs du lieu. Adopté en 1985. |

## Pour approfondir